# Provinz Mayabeque
| Mayabeque          | Mayabeque             |
| ------------------ | --------------------- |
| Karte              |                       |
| Hauptstadt         | San José de las Lajas |
| Fläche             | 3733 km²              |
| Einwohner          | 376.825 (2012)        |
| Bevölkerungsdichte | 100,7 EW/km²          |
| ISO-Code           | CU-16                 |

Mayabeque  ist eine der beiden neuen Provinzen in Kuba, die am 1. Januar 2011 aus der Aufspaltung der Provinz Havanna-Land entstand. Namensgeber der Provinz ist der gleichnamige Fluss Río Mayabeque.
Mayabeque besteht aus dem östlichen Teil der alten Provinz Havanna-Land. Sie grenzt im Westen an die ebenfalls 2011 gegründete Provinz Artemisa, im Nordwesten an die Hauptstadt Havanna und im Osten an die Provinz Matanzas. Die nördliche Grenze bildet die Küstenlinie zur Floridastraße und im Süden grenzt der Golf von Batabanó.
Die Provinz Mayabeque besteht aus 13 Municipios und beherbergt auf einer Fläche von 3733 km² 381.466 Einwohner, was einer Einwohnerdichte von 102,2 pro Quadratkilometer entspricht. Hauptstadt der Provinz ist San José de las Lajas.

## Verwaltungsgliederung
| Municipio             | Fläche (km²) | Einwohner | pro km² |
| --------------------- | ------------ | --------- | ------- |
| Batabanó              | 263,43       | 26.944    | 102,3   |
| Bejucal               | 116,36       | 26.966    | 231,7   |
| Güines                | 433,09       | 67.919    | 156,8   |
| Jaruco                | 275,9        | 25.135    | 91,1    |
| Madruga               | 459,58       | 29.805    | 64,9    |
| Melena del Sur        | 233,56       | 20.646    | 88,4    |
| Nueva Paz             | 522,8        | 25.471    | 48,7    |
| Quivicán              | 227,1        | 29.463    | 129,7   |
| San José de las Lajas | 592,67       | 74.186    | 125,2   |
| San Nicolás de Bari   | 228,86       | 20.695    | 90,4    |
| Santa Cruz del Norte  | 379,38       | 34.216    | 90,2    |
| Total                 | 3.732,73     | 381.446   | 102,2   |

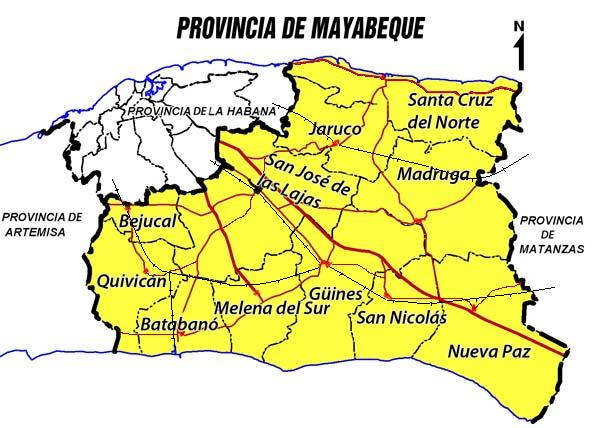
Karte der Provinz Mayabeque

Quelle: Oficina Nacional de Estadísticas e Instituto de Planificación Física/2010